# Pancorius borneensis
Pancorius borneensis là một loài nhện trong họ Salticidae.
Loài này thuộc chi Pancorius. Pancorius borneensis được Eugène Simon miêu tả năm 1902.